# آلوین لوفتس
آلوین لوفتس (انگلیسی: Alvin Loftes; ۱ ژانویهٔ ۱۸۹۱ – ۱ ژوئیهٔ ۱۹۷۱) دوچرخه‌سوار اهل ایالات متحده آمریکا بود.
از افتخارات وی میتوان به کسب مدال برنز رقابت جاده تیمی در بازی‌های المپیک تابستانی ۱۹۱۲ اشاره کرد.